# Міядзава Кійті
Міядзава Кійті  (яп. 宮澤 喜一; нар. 8 жовтня 1919, Фукуяма, Хіросіма — пом. 28 червня 2007, Токіо) — японський політик, 78-й Прем'єр-міністр Японії з 5 листопада 1991 по 9 серпня 1993.

## Життєпис
Народився в місті Фукуяма, префектурі Хіросіма. Закінчивши юридичний факультет Токійського університету, в 1942 році він вступив на службу в Міністерство фінансів. У 1953 обраний у верхню палату Парламенту Японії, де пропрацював до 1967, коли він перейшов в нижню палату.
Згодом обіймав посади Міністра промисловості і зовнішньої торгівлі (1970–1971), Міністра закордонних справ (1974–1976), Генерального директора управління з планування народного господарства (1977–1978), а також Генерального секретаря кабінету міністрів (1984–1986).
У 1987 в уряді Нобору Такесіта призначений на посаду Міністра фінансів, проте був змушений піти у відставку через корупційний скандал.
У листопаді 1991 зайняв пост прем'єр-міністра. Його урядом був прийнятий закон, що дозволяє Японії направляти свої сили для участі в миротворчих місіях за кордоном. Також була проведена фінансова реформа в цілях ослаблення японського економічного спаду 1990-х.
Пішов у відставку в 1993 після висловлення йому вотуму недовіри з боку опозиційних партій.
З 1999 і 2002 в урядах Кейдзо Обуті і Йосіро Морі Міядзава знову займав пост міністра фінансів.
У 2003 вирішив завершити політичну кар'єру.
Помер 28 червня 2007 в Токіо у віці 87 років.